# 五三街道
五三街道，是中华人民共和国辽宁省沈阳市浑南区下辖的一个街道办事处。

## 行政区划
五三街道下辖以下地区：
孤家子社区、世纪新城社区、文澜苑社区、生态园社区、河畔新城社区、在水一方社区、富都丽景社区、嘉华新城社区、慧缘新村社区、万科新里程社区、塞纳家园社区、金水花城社区、浑河堡社区、浑河堡村、五里台村、糖场子村、营盘村、营盘朝鲜村、孤家子村、教场村、朝鲜村、张官村、东黄泥坎村、西黄泥坎村、铁匠屯村、沈阳市农业机械化实验场社区和浑南产业区社区。
2018年6月，将五三街道办事处青年南大街以西区域划归浑河站东街道办事处。将浑河站东街道办事处青年南大街以东区域划归五三街道办事处。